# Eurocon 1996
Eurocon 1996, acronim pentru Convenția europeană de science fiction din 1996, a avut loc la Vilnius în  Lituania, pentru prima dată în această țară.